# 1,2-Дибромэтан
1,2-Дибромэта́н (этиленбромид, этилендибромид, этилен бромистый) — органическое соединение, галогенированный углеводород с химической формулой C2H4Br2. Присутствует в небольших количествах в воде океанов.

## Свойства
Бесцветная жидкость со сладковатым запахом, напоминающим хлороформ. Температура плавления 1,2-дибромэтана 9,79 °C, температура кипения 131,36 °C. Растворим в бензоле, ацетоне, этаноле. Растворимость в 100 г воды составляет 0,43 г (при 20 °C).

## Получение
1,2-Дибромэтан можно получить по реакции этилена с бромом:
{\displaystyle {\mathsf {C_{2}H_{4}+Br_{2}\rightarrow CH_{2}Br{\text{-}}CH_{2}Br}}}
В лабораторную пробирку с отводной трубкой и трубкой для подачи газа наливается бром, на дно пробирки заранее кладут кусочки стекла (для увеличения поверхности, на которой происходит взаимодействие газа с жидким бромом). На поверхность брома наливают слой воды (для уменьшения потерь брома за счёт испарения). В пробирку в слой брома подают этилен.
Пробирку охлаждают холодной водой, так как реакция сопровождается выделением тепла. Пробирку необходимо взбалтывать, соблюдая осторожность, чтобы не выплеснуть бром в отводную трубку. Бромирование заканчивается, когда взятое количество брома полностью прореагирует с этиленом — наступит обесцвечивание брома.
Полученный дибромэтан для очистки промывают в делительной воронке водой, затем раствором едкого натра и ещё несколько раз водой. После высушивания плавлёным хлоридом кальция продукт перегоняют из маленькой колбы Вюрца, собирая фракцию с температурой кипения 130—132 °C.

## Применение
1,2-Дибромэтан используется в качестве антидетонационной присадки совместно с тетраэтилсвинцом в моторных топливах для предотвращения осаждения твёрдых оксидов свинца на деталях двигателя за счёт образования летучего бромида свинца.
Используется в качестве фумиганта для обработки древесины от порчи её термитами и древоточцами.
Также используется для синтеза винилбромида, прекурсора для различных антипиренов, а также для синтеза 1,2-дитиоцианоэтана, 1,4-бензодиоксана, N-бромэтилфталимида.
В органическом синтезе используется в качестве источника брома при реакции с карбкатионами, и для активации магния при синтезе реактивов Гриньяра.

## Безопасность
Сильный канцероген. Раздражает дыхательные пути вызывая ожоги. Поражает печень и почки. При прямом контакте с кожей образование долгозаживающих язв. При попадании в кровь, может привести к алкогольной интоксикации, вплоть до летального исхода.